# Perindopril
Perindopril je dugotrajni ACE inhibitor. On se koristi za tretman visokog krvnog pritiska, zatajenja srca i koronarne arterijske bolesti u obliku perindopril arginina (Coversyl, Coversum) ili perindopril erbumina (Aceon). Ova dva preparata su terapeutski ekvivalentna.

## Spoljašnje veze
|  | Molimo Vas, obratite pažnju na važno upozorenje u vezi sa temama iz oblasti medicine (zdravlja). |